# Incidente ferroviario dell'Acquabella
L’incidente ferroviario dell'Acquabella fu uno scontro fra tre treni avvenuto poco dopo le 21 del 20 gennaio 1908 presso il bivio Acquabella, posto circa 2 chilometri a est della vecchia stazione Centrale di Milano, nei pressi dell'attuale piazzale Susa a Milano; la causa fu un errore di segnalazione da parte di un addetto ai blocchi del bivio.
Nell'incidente persero la vita 7 persone e 23 rimasero ferite. La tragedia suscitò grande commozione nella città di Milano ed ebbe grande eco sui mezzi d'informazione del tempo. Fu anche fonte di cinque interrogazioni parlamentari rivolte all'allora ministro dei Trasporti del terzo Governo Giolitti, Giulio Rubini.

## Storia

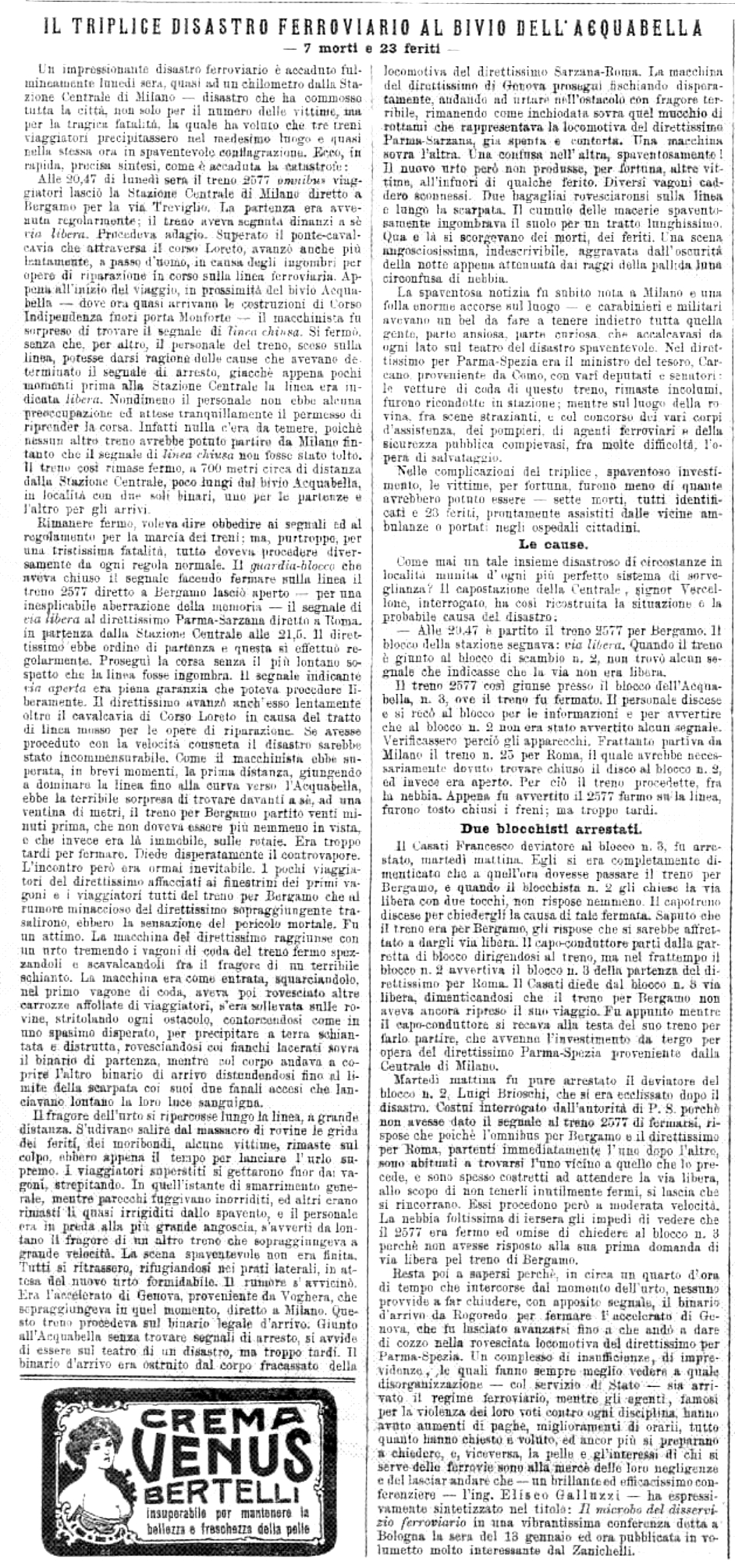
L'articolo sul numero di Illustrazione Italiana del gennaio 1908

Alle ore 20:47 del 20 gennaio 1908 il treno omnibus n. 2577 esercito dalle Ferrovie dello Stato e in servizio dalla stazione Centrale alla stazione di Bergamo via Treviglio lasciò Milano in orario con segnale di "via libera" e, superato il cavalcavia che attraversava l'attuale corso Buenos Aires e procedendo a velocità ridotta per via di alcuni lavori sulla massicciata e per una fitta nebbia che gravava sulla zona, giunse al bivio Acquabella, dove la ferrovia si divideva nelle direzioni di Bergamo e di Roma. Trovato il segnale di "via chiusa" al blocco n. 3 dell'Acquabella, il macchinista arrestò il treno in attesa di ricevere via libera. Va osservato che il segnale di "via chiusa" non rientrava nelle normali aspettative del macchinista del treno, dato che il "via libera" ricevuto a Milano Centrale era solitamente segno che sia il blocco n. 2 che il blocco n. 3 del bivio Acquabella fossero aperti con "via libera". Il macchinista attese il via libera ma, visto che il segnale tardava, egli scese dal convoglio e si diresse verso la postazione del blocchista per chiedere spiegazioni: il blocchista, saputo che il treno era fermo, si affrettò ad assicurare che avrebbe dato via libera a breve, cosa che fece mentre il macchinista non era ancora tornato a bordo del treno 2577.

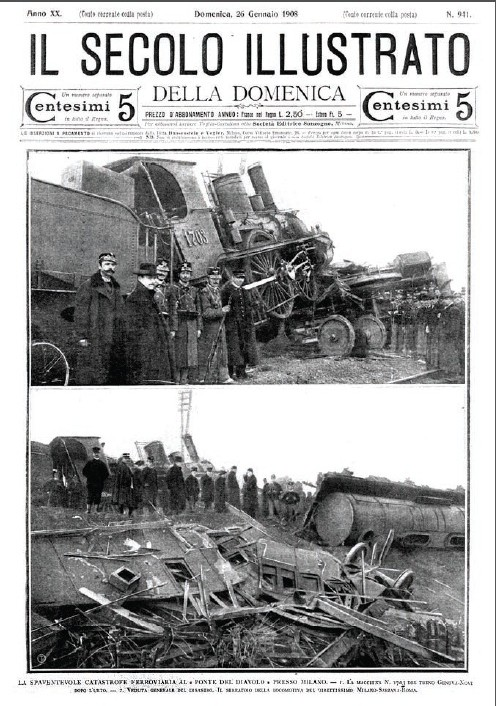
Da Il Secolo Illustrato del 26 gennaio 1908. Nella foto in alto la locomotiva FS 1703 titolare del treno da Milano. Nella foto in basso il tender cilindrico della locomotiva FS 670 che trainava il treno da Genova

Nel frattempo, alle ore 21:05 il direttissimo n. 25 Milano-Parma-Sarzana diretto a Roma aveva lasciato la Centrale con il segnale di via libera e si era diretto a bassa velocità verso il bivio Acquabella dove avrebbe deviato verso sud in direzione Parma; giunto in prossimità del blocco, trovò il segnale di via libera che nel frattempo era stato azionato dal blocchista del bivio Acquabella che era stato sollecitato dal macchinista del treno ma che non aveva atteso che l'omnibus per Bergamo riprendesse la corsa: il direttissimo per Roma si trovò quindi la strada sbarrata dal treno 2577 che, nella fitta nebbia, non aveva potuto vedere e lo tamponò distruggendo l'ultimo vagone e danneggiando gli altri vagoni gremiti di viaggiatori. L'urto fu terribile e i due treni si ribaltarono sui binari uccidendo 7 viaggiatori e ferendone 23. Immediatamente i superstiti si riversarono, abbandonando i treni, sul terrapieno che costeggiava la ferrovia in quel punto ma dopo pochissimo il treno accelerato n. 1426 in servizio da Genova a Milano e proveniente da Voghera giunse sul secondo binario del bivio senza trovare nessun segnale di arresto e si schiantò contro la locomotiva del treno per Roma sul quale, fra gli altri, viaggiava l'allora ministro del tesoro del Regno Paolo Carcano e alcuni senatori che uscirono però illesi dall'incidente. I primi soccorsi furono prestati da un medico che viaggiava sul convoglio da Pavia e dai padri Stimmatini titolari della vicina chiesa di Santa Croce che ricoverarono morti e feriti nel teatrino della chiesa in attesa dei numerosi militi che sopraggiunsero successivamente.

## Conseguenze
L'interrogazione parlamentare
All'incidente seguirono cinque interrogazioni parlamentari al ministro dei Lavori pubblici Rubini, in carica nel terzo governo Giolitti: nelle interrogazioni si chiesero:
- rassicurazioni sullo stato del mantenimento delle Ferrovie dello Stato, nate tre anni prima, nel 1905;
- cause del disastro;
- se non sia il caso di trasferire responsabilità importanti come quella ricoperta dai blocchisti a personale "di riconosciuta competenza tecnica" e non più ad "agenti di umile categoria";
- che decisioni abbia intenzione di prendere quel governo per evitare che simili disastri si potessero ripetere in futuro.

Alle interrogazioni rispose, fra gli altri, Giolitti stesso che spiegò, in un lungo e articolato discorso, quali fossero le condizioni operative delle ferrovie e ripercorse le difficoltà scaturite dal fatto che il servizio ferroviario, nato dall'acquisizione di tre società che esercivano quel servizio fino al 1905, soffriva ancora di materiale scarso e mal tenuto e di personale demotivato e poco disciplinato. La trascrizione stenografica di quella seduta è consultabile nel documento citato in calce.

## Controversie

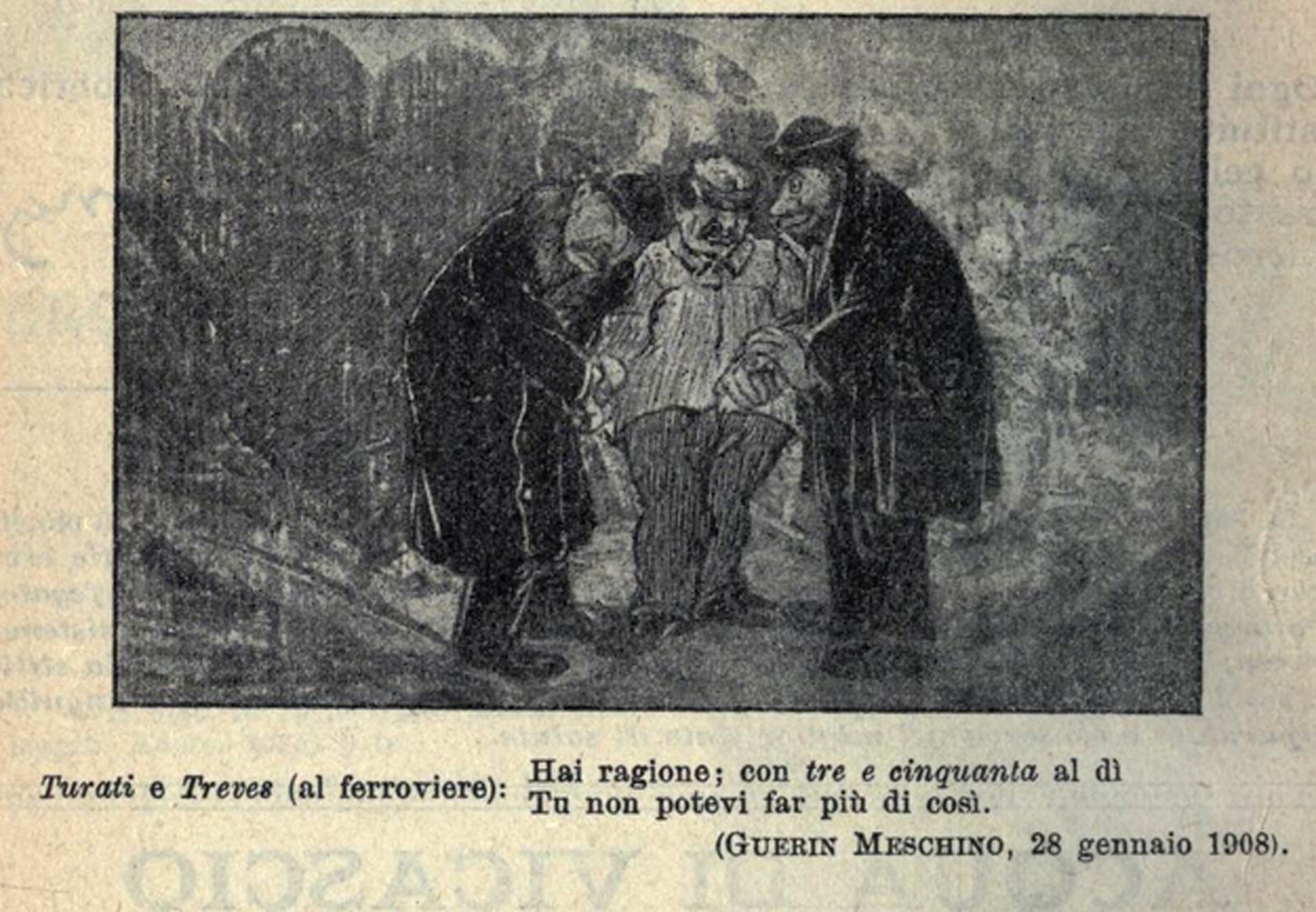
La vignetta sul Guerin Meschino

Il tragico incidente suscitò una serie di aspre polemiche sulle condizioni delle neonate ferrovie italiane e sulle qualità professionali dei lavoratori di quel comparto; in particolare si può segnalare una difesa della classe lavoratrice ferroviaria da parte dei politici Claudio Treves e Filippo Turati che lamentavano la bassa paga di quei lavoratori: a tal proposito su Il Guerin Meschino del 28 gennaio 1908 appariva una vignetta satirica di Amero Cagnoni in cui i due uomini politici rincuorano un ferroviere coinvolto nell'incidente in qualche modo giustificandolo per via della bassa paga di "tre e cinquanta al dì".